# Achaea faber
Achaea faber là một loài bướm đêm thuộc họ Erebidae. Nó được tìm thấy ở Châu Phi, bao gồm Gabon, São Tomé và Ghana.
Ấu trùng ăn cà chua, quýt-cam, xoài.